# Plug and Play
Na computação, um dispositivo plug and play (PnP), é aquele com uma especificação que facilita a descoberta de um componente de hardware em um sistema sem a necessidade de configuração do dispositivo físico ou intervenção do usuário. O termo "plug and play" desde então foi expandido para uma ampla variedade de aplicativos aos quais se aplica a mesma falta de necessidade de configuração do usuário.
Os primeiros sistemas para configuração de software de dispositivos incluíam o padrão MSX, NuBus, Amiga Autoconfig e IBM Microchannel. Inicialmente, todas as placas de expansão para o IBM PC exigiam a seleção física da configuração de E/S na placa com jumpers ou chaves DIP, mas cada vez mais os dispositivos de barramento ISA foram organizados para configuração de software. Em 1995, o Microsoft Windows incluiu um método abrangente de enumeração de hardware no momento da inicialização e alocação de recursos, que foi chamado de padrão "Plug and Play".
Dispositivos plug and play podem ter recursos alocados apenas no momento da inicialização ou podem ser sistemas hotplug, como USB e IEEE 1394 (FireWire).